# Карея
Вижте пояснителната страница за други значения на Кариес.
Карея, също и Карие́с (на гръцки: Καρυές), е град в Света гора, Северна Гърция. Градът е административен център на Света гора. В града се намира средновековната църква „Успение Богородично“.